# Miloslava Misáková
Miloslava Misáková po mężu Čamková (ur. 25 lutego 1922 w Mokrej-Horákovie, zm. 1 lipca 2015 w Pradze) – czeska gimnastyczka, mistrzyni olimpijska z 1948. W czasie swojej kariery sportowej reprezentowała Czechosłowację.

## Kariera sportowa
Zdobyła złoty medal w wieloboju drużynowym na igrzyskach olimpijskich w 1948 w Londynie. Jej koleżankami w reprezentacji Czechosłowacji były: Zdeňka Honsová, Marie Kovářová, Milena Müllerová, Věra Růžičková, Olga Šilhánová, Božena Srncová i Zdeňka Veřmiřovská. Pierwotnie w zespole miała występować jej młodsza siostra Eliška Misáková. Jednak po przylocie do Londynu wykryto u niej chorobę Heinego-Medina i umieszczono w szpitalu, w którym zmarła w czasie rozgrywanych zawodów olimpijskich w gimnastyce.
Wielobój drużynowy był jedyną kobiecą konkurencją gimnastyczną rozgrywaną na tych igrzyskach olimpijskich. Kolejność drużyn była ustalana na podstawie wyników indywidualnych sześciu najlepszych gimnastyczek spośród ośmiu tworzących drużynę. W nieoficjalnej klasyfikacji indywidualnej Misáková zajęła 4.–5. miejsce.
Po zakończeniu kariery pracowała jako zagraniczna korespondentka, a także trenowała młodzież w gimnastyce.
Zmarłą w wieku 93 lat. Została pochowana na cmentarzu Olszańskim w Pradze.